# Гянджинское ханство
Гянджинское ханство (перс. خانات گنجه‎ — Khānāt-e Ganjeh, азерб. Gəncə xanlığı) — полунезависимое феодальное государство, существовавшее в 1747—1804 годах на территории современного Азербайджана, в долине реки Кура, с центром в городе-крепости Гянджа. 
Гянджинское ханство управлялось азербайджанской династией Зиядоглу и находилось в частичной вассальной зависимости от Каджарской Персии. Ханство было экономически развитым, чеканило собственную монету, обладало войском и имело свой флаг, при этом гянджинские ханы признавали верховную власть иранских шахов.

## История

### Ранняя история

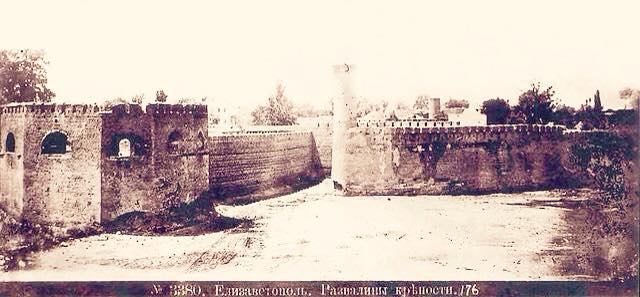
Гянджинская крепость. XVI век, фото XIX века.

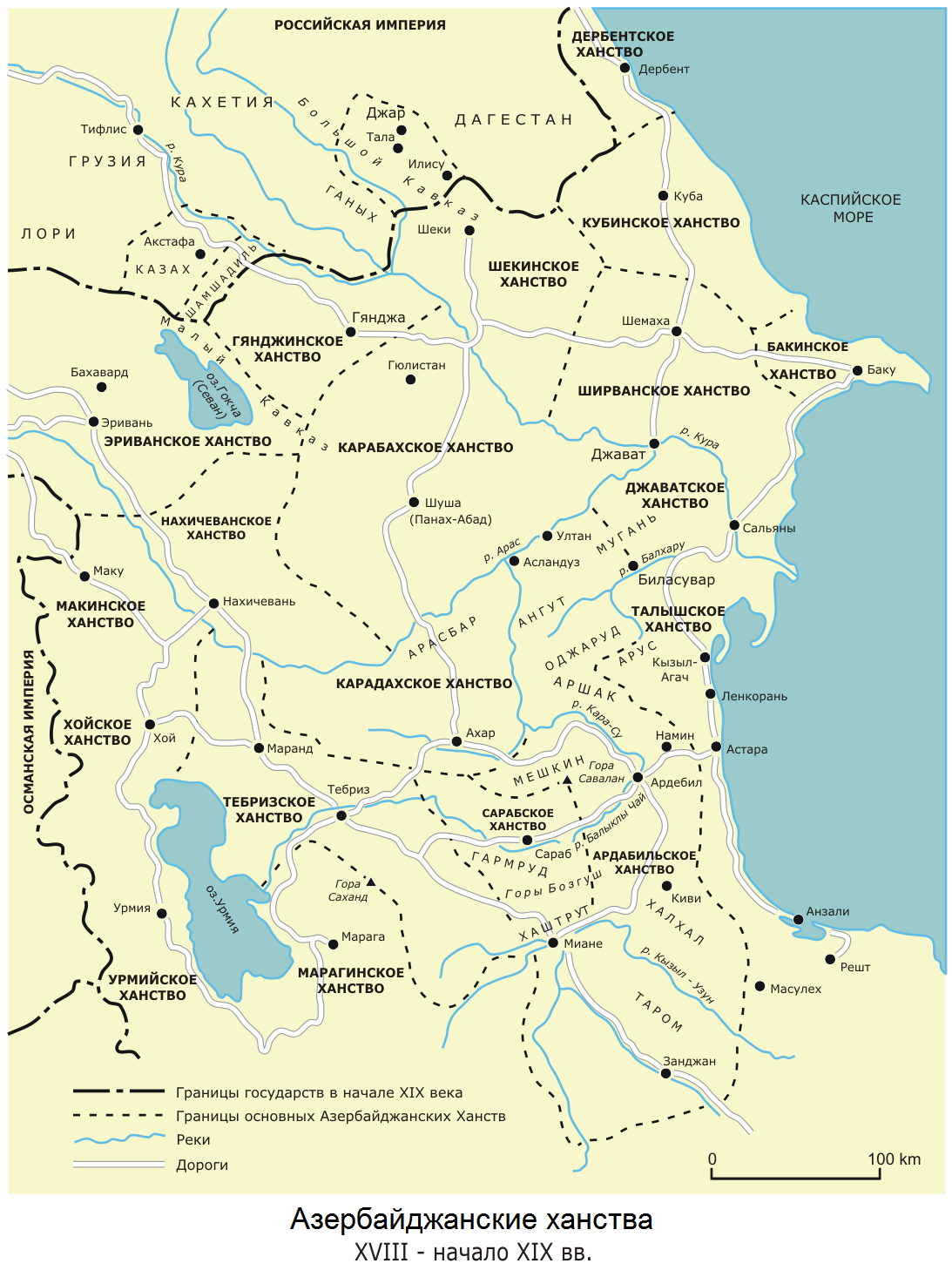
Азербайджанские ханства, XVIII — начало XIX вв.

История ханства связана с фамилией Зийяд-оглы из племени каджар, представители которой были вначале беглербегами, а затем — ханами Гянджи. В своё время Тамерлан переселил в Закавказье 50 000 семейств каджаров, поселив их в Эривани, Гяндже и Карабахе. В XVI веке персидский шах Тахмасп I назначил эмира Шахверди-султана Зийяд-оглы, происходившего из аймака зийядлы кызылбашского племени гаджар, беглербегом Карабаха и главой племени и аймаков гаджар.
Представители этого племени с тех пор наследственно правили Гянджой. В 1747 году, после смерти Надир-шаха и начала внутренних смут в Персии, беглербег Зиядоглы Шахверди-хан принял ханский титул.
Гянджа превратилась в ханство, пользовавшееся, как и соседние ханства, фактической независимостью при номинальном признании власти слабой Зендской династии; некоторое время ханство находилось в зависимости от Грузии.
Долгое время ханство боролось за влияние в Азербайджане с соседними ханствами. В частности, за включение в свой состав Дизакского и Джерабердского меликств. В первые же годы своего правления Панах Али-хану Карабахскому удалось подчинить оба меликства, однако через некоторое время джерабердский мелик Атам, войдя в союз с пришедшим к власти в Талыше (Гюлистане) меликом Овсепом, начал борьбу против Панах Али-хана. В конечном итоге, потерпев поражение, они скрылись у гянджинского хана и семь лет прожили в Шамкире. Позже, вернувшись в построенную Панах Али-ханом Шушу, они приняли вассальную зависимость от хана Карабаха.
В XVIII веке на ханство постоянно совершали набеги лезгины и другие горцы Дагестана.
В 1750-е годы возросло влияние шекинского хана. Обеспокоенные этим ханы Нахичевани, Карабаха, Гянджи, Карадага и Эривани, а также грузинский царь решили объединиться в борьбе с ханом Шекинским Гаджи-Челеби. В 1752 году грузинский царь Теймураз II и его сын Ираклий II с войском двинулись к Гяндже. Для переговоров с Ираклием сюда прибыли и некоторые ханы Азербайджана. Однако Ираклий неожиданно объявил ханов своими пленниками. Вскоре шекинский хан Гаджи-Челеби напал на войска грузинского царя и в битве у Шамкира нанёс ему поражение. Затем шекинский хан занял Гянджу, Казах, Борчалы и некоторые другие территории. Пленные ханы были освобождены и некоторое время находились в зависимости от шекинского хана.
После кончины Мухаммедхасан-хана (1760—1780), при котором ханство оставалось независимым, на Гянджинское ханство напали карабахский хан и грузинский царь. Их наместники находились в Гяндже и управляли ханством. В 1783 году в Гяндже началось восстание во главе с Хаджи-беем из рода Зийад-оглу. Грузинский царь вместе с русским военным отрядом пытались подавить выступление горожан, однако Хаджи-бей призвал на помощь дагестанских феодалов. С помощью дагестанских отрядов Гянджинское ханство вновь обрело самостоятельность. Его главой стал Рагим-хан (1785—1786).

### Административное устройство
Гянджинское ханство состояло из областей: Айрум, Гянджа, Курекбасан, Самух, Шамхор.

### Присоединение ханства к Российской империи

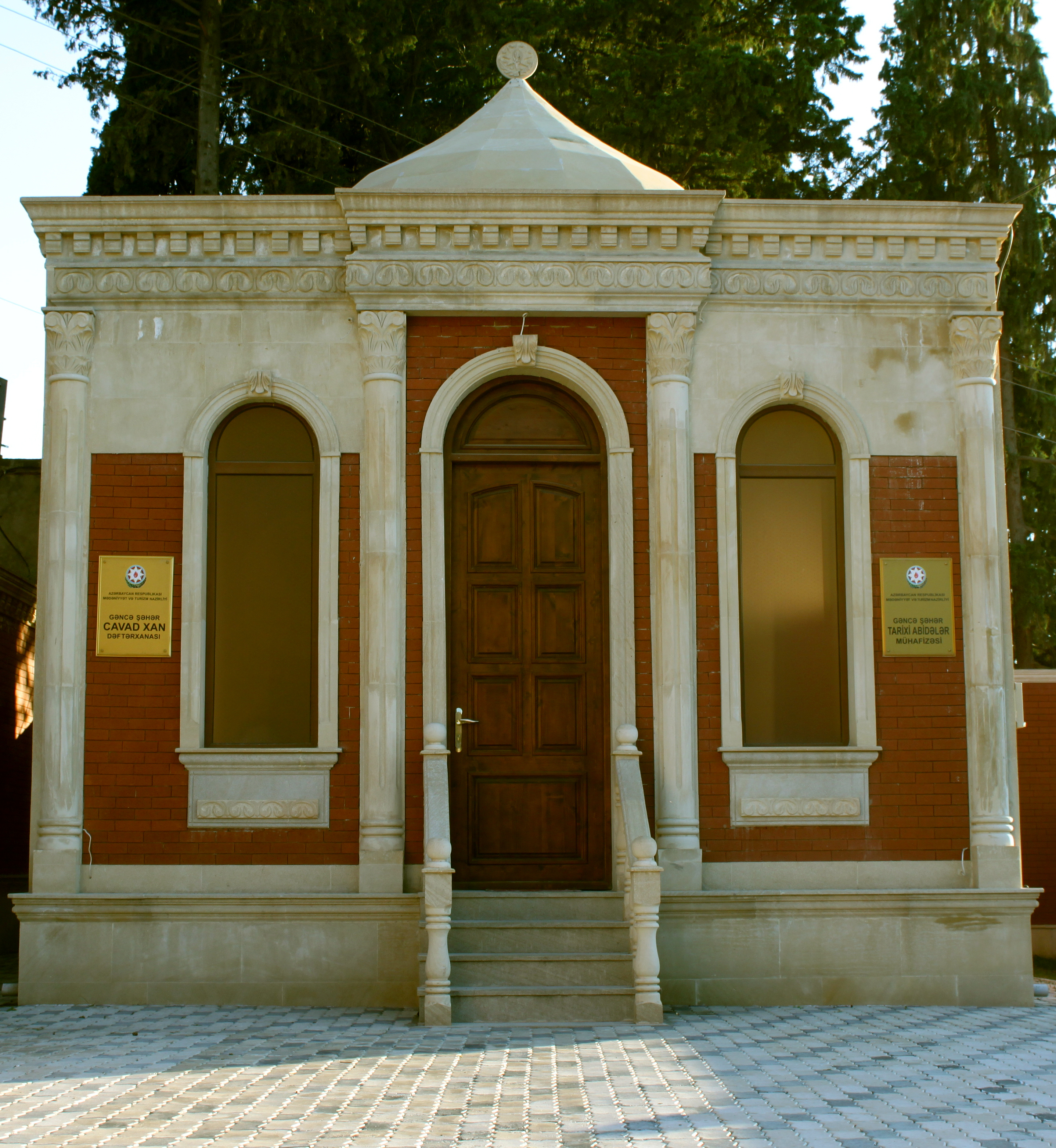
Канцелярия Джавад-хана. Гянджа.

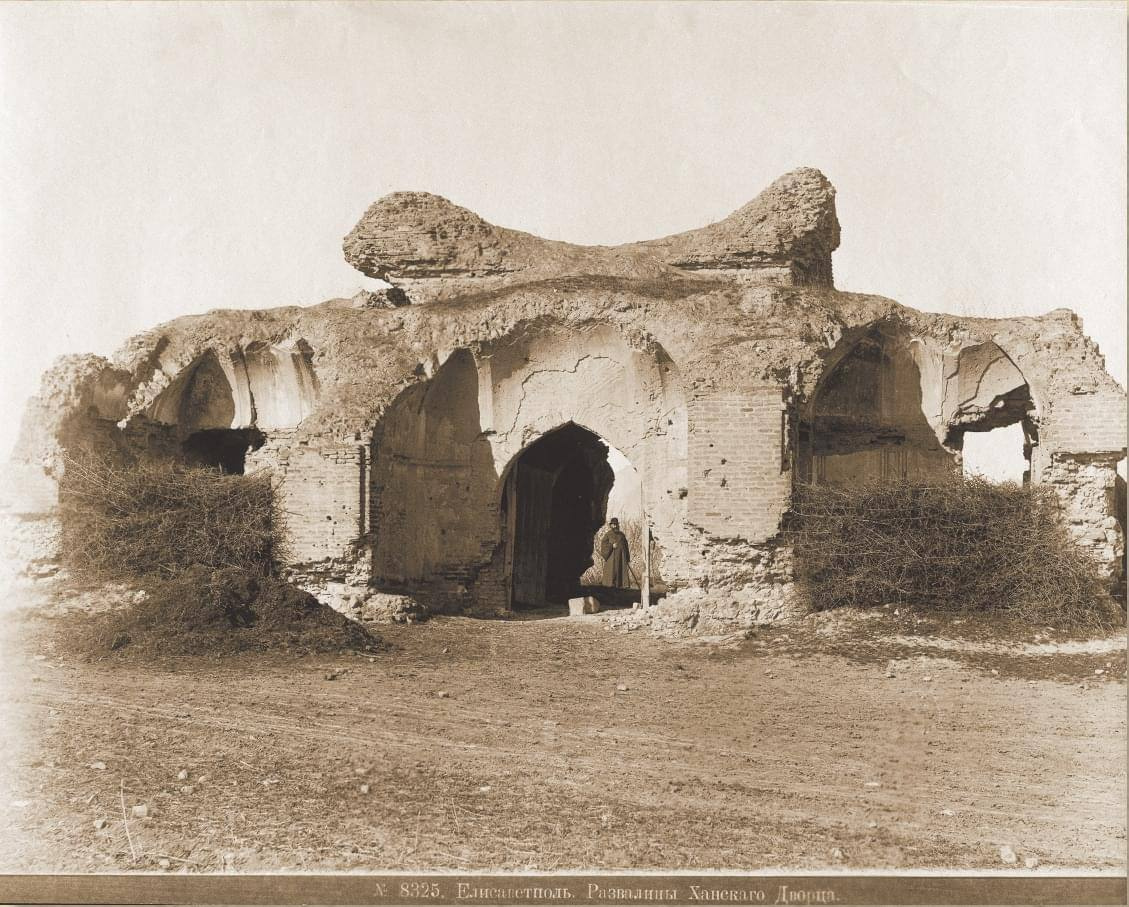
Руины ханского дворца. Не сохранился, фото конца XIX — начала XX вв.

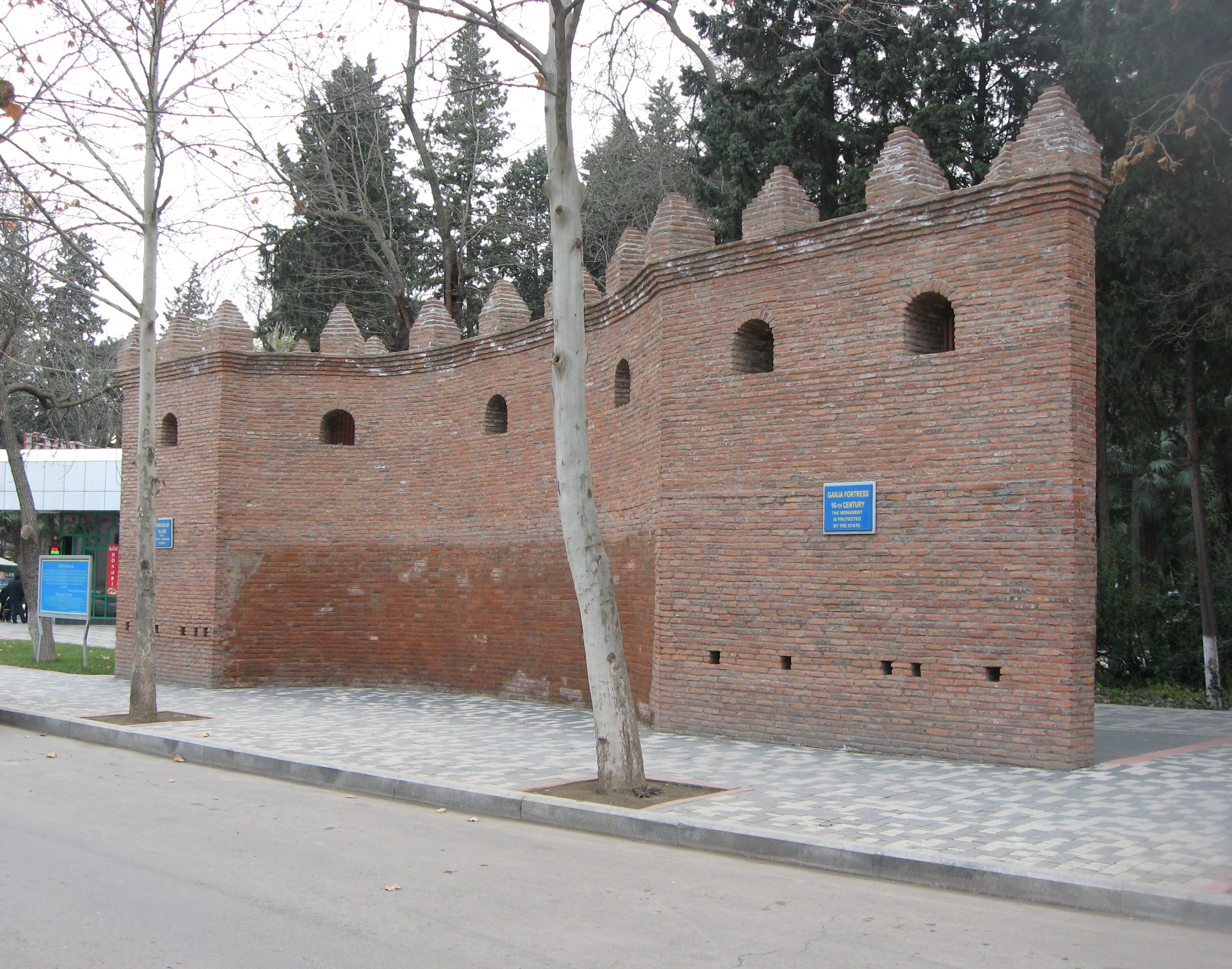
Сохранившийся фрагмент крепости. Гянджа.

Наибольшего влияния ханство достигло при правлении Джавад-хана. Он завел собственный монетный двор и долгое время успешно лавировал между существовавшими в регионе силами: шахами, Грузией, Турцией и Россией. Враждуя с соседними Карабахским ханством и Грузинским царством, Джавад-хан поддержал своего сородича Ага Мохаммед-хана Каджара, захватившего в конце XVIII века шахский престол, и участвовал в его вторжении в Закавказье, в особенности в Грузию в 1795 году.
В 1796 году карабахский хан и грузинский царь начали ответный поход на Гянджу. В этом им содействовали русские военные отряды. Однако после смерти императрицы Екатерины II в 1796 году русская армия покинула Южный Кавказ.
Джавад-хан начал готовиться к ответному походу на Грузию. Однако в 1802 году русская армия перешла в наступление на азербайджанские ханства и в 1803 году направилась к Гяндже. Учитывая стратегически важное местоположение ханства, командование русской армии считало Гянджу «ключом к северным провинциям Персии». Генерал князь Цицианов писал, что «местное положение Ганжинской крепости, повелевает всем Адербиджаном», и поэтому её завоевание «первой важности для России».
С декабря 1803 года Гянджа была осаждена русскими войсками под командованием Цицианова. Жители города во главе с Джавад-ханом в течение нескольких месяцев оказывали успешное сопротивление нападавшим. Однако в январе 1804 года город пал. 3 января 1804 года в 5 часов 30 минут утра войска Цицианова двумя колоннами начали штурм города. В штурме, помимо русских, участвовало до 700 азербайджанских ополченцев и добровольцев из других ханств — противников Джавад-хана. Гянджа представляла собой весьма мощную крепость. Её окружали двойные стены (внешняя — глинобитная и внутренняя — каменная), высота которых достигала 8 метров. Стены были усилены 6 башнями. С третьей попытки русским удалось преодолеть стены и ворваться в крепость, в бою на крепостной стене погиб Джавад-хан и его старший сын. К полудню Гянджа была взята.
Гянджинское ханство было ликвидировано и присоединено к России, а Гянджа переименована в Елизаветполь (в честь императрицы Елизаветы Алексеевны — супруги Александра I.

## Экономика и культура

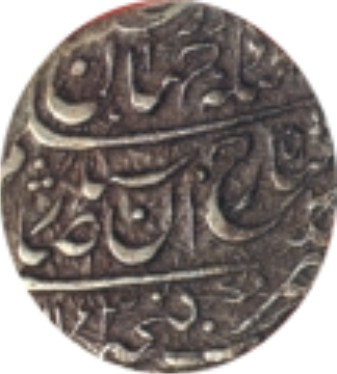
Серебряная монета, отчеканенная в Гяндже, XVIII век (период правления династии Афшаридов)

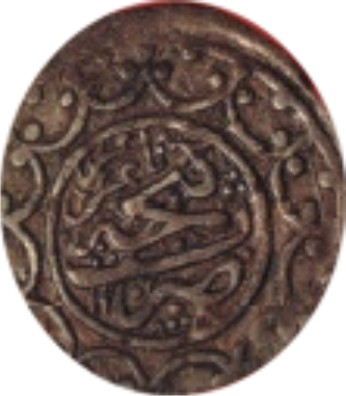
Серебряная монета Гянджинского ханства, XVIII век.

В связи с географическими особенностями региона основу экономики, кроме торговли, представляло ковроткачество и производство шёлка. Также, в связи с наличием больших лесных угодий и пастбищ, развивалось скотоводство.

Важным показателем экономического развития ханства было монетное дело, организованное при ханском дворе. Гянджинское ханство, наиболее развитое в экономическом отношении и удачно расположенное в центре торговых и транспортных коммуникаций, соединяющих азербайджанские земли, первым из североазербайджанских ханств приступило к выпуску своих монет. Гянджинский монетный двор интенсивно работал при османской оккупации, и чеканенные им серебряные онлуки (десятки) составляли один из важнейших компонентов состава денежного обращения Азербайджана в 20—30-х годах XVIII столетия. Чеканка монет на этом монетном дворе продолжалась и при афшарах (Надире, Адиль-шахе и Ибрахиме). О торговле в ханстве написано в сообщении «Аджаиб ад-дунья (Интересный мир)» неизвестного арабского автора: 
…Этот густонаселённый большой столичный город Аррана был окружен мощными укрепленными крепостными стенами. Гянджа вся… в зелени. Здесь было большое разнообразие фруктов. В другие города вывозили атлас, парчу, хлопок, шелк и другие товары. Население здесь мужественное, хорошо стреляет из лука…

## Правители
(До 1747 — беглярбеки.)
| 1.  | Шахверди-султан Зияд-оглу Каджар      | ок. 1554—1570 |
| 2.  | Султан Али-мирза, сын шаха Тахмаспа I | 1570—1577     |
|     | османское завоевание                  | 1588—1606     |
| 3.  | Мухаммед-хан ибн Халил Зияд-оглу      | ок. 1606—1615 |
| 4.  | Муршид Кули-хан, сын 3                | ок. 1615—1620 |
| 5.  | Мухаммед Кули-хан, сын 4              | ок. 1620—1626 |
| 6.  | Дауд-хан, плем. 5                     | ок. 1626—1640 |
|     | Мухаммед Кули-хан (повторно)          | ок. 1640—1650 |
| 7.  | Муртаза Кули-хан                      | ок. 1650—1660 |
| 8.  | Угурлу-хан I                          | ок. 1663      |
| 9.  | неизвестный хан                       |               |
| 10. | неизвестный хан                       |               |
| 11. | неизвестный хан                       |               |
|     | османское завоевание                  | 1724—1734     |
| 12. | Угурлу-хан II                         | 1735—1738     |
| 13. | Хаджи-хан Чемишкезек                  | 1743—1747     |
| 14. | Шахверди-хан                          | 1747—1760     |
| 15. | Мухаммед Хасан-хан                    | 1760—1782     |
| 16. | Ибрахим Халил-хан, хан Карабаха       | 1782—1784     |
|     | Мухаммед Хасан-хан (повторно)         | 1784          |
| 17. | Рагим-хан                             | 1785—1786     |
| 18. | Джавад-хан                            | 1786—1804     |

## Галерея

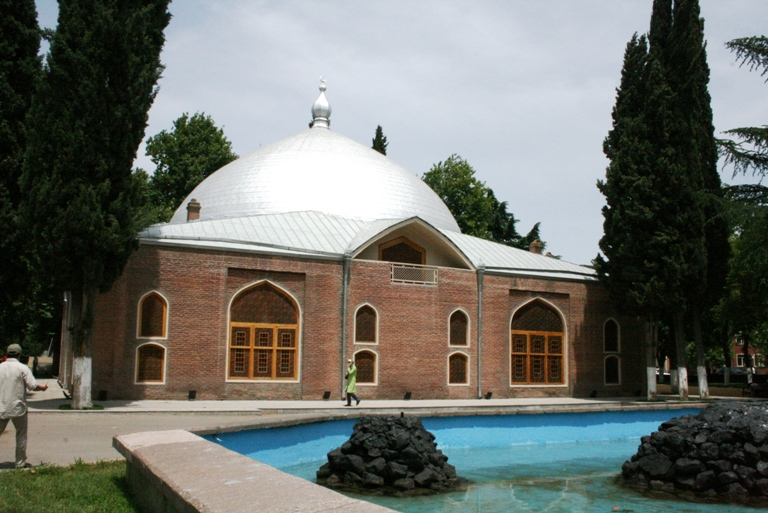
Джума-мечеть. Построена в 1606 году, Гянджа.
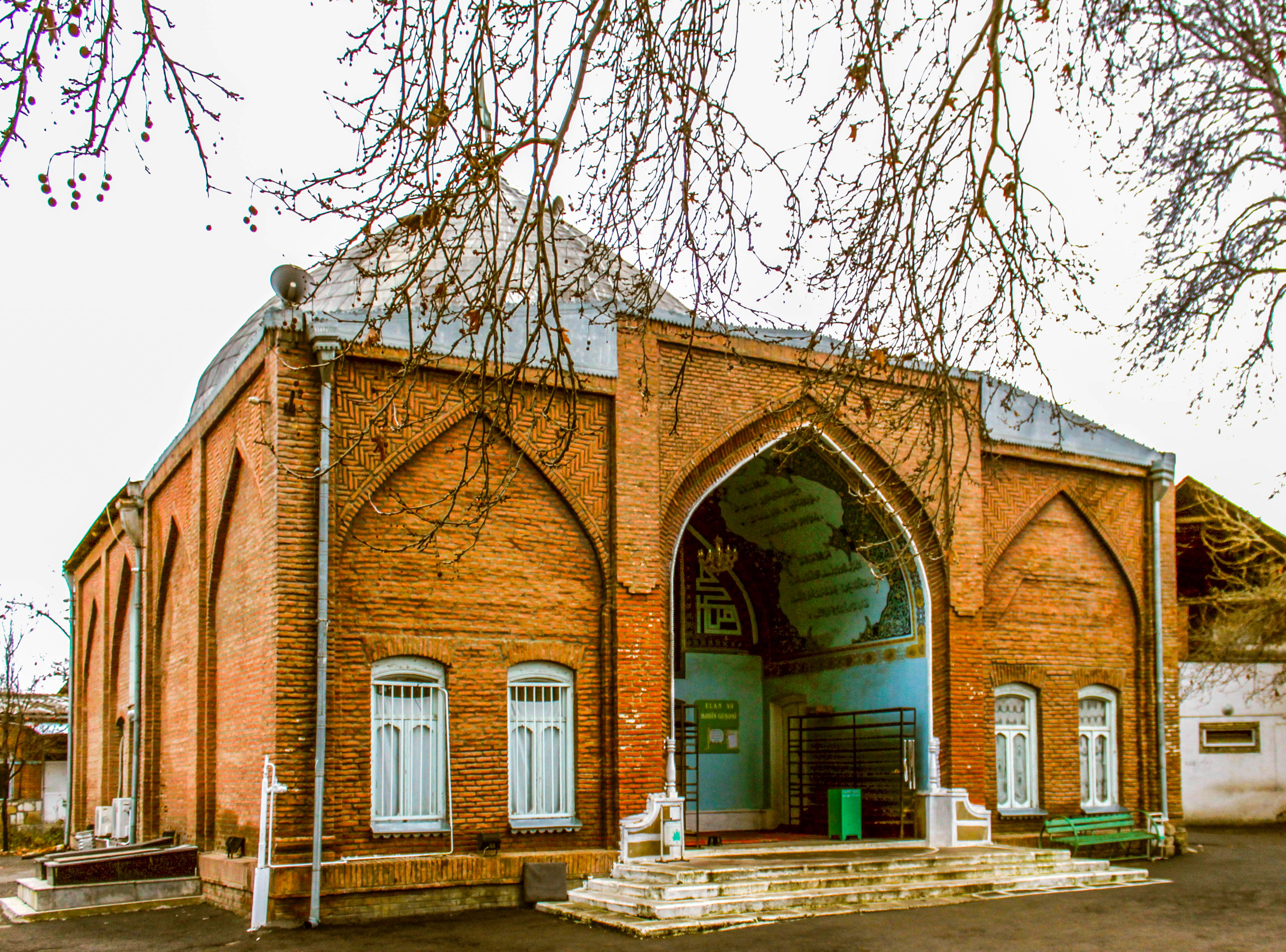
Мечеть Газахлар. Построена в 1801—1802 годах, Гянджа.
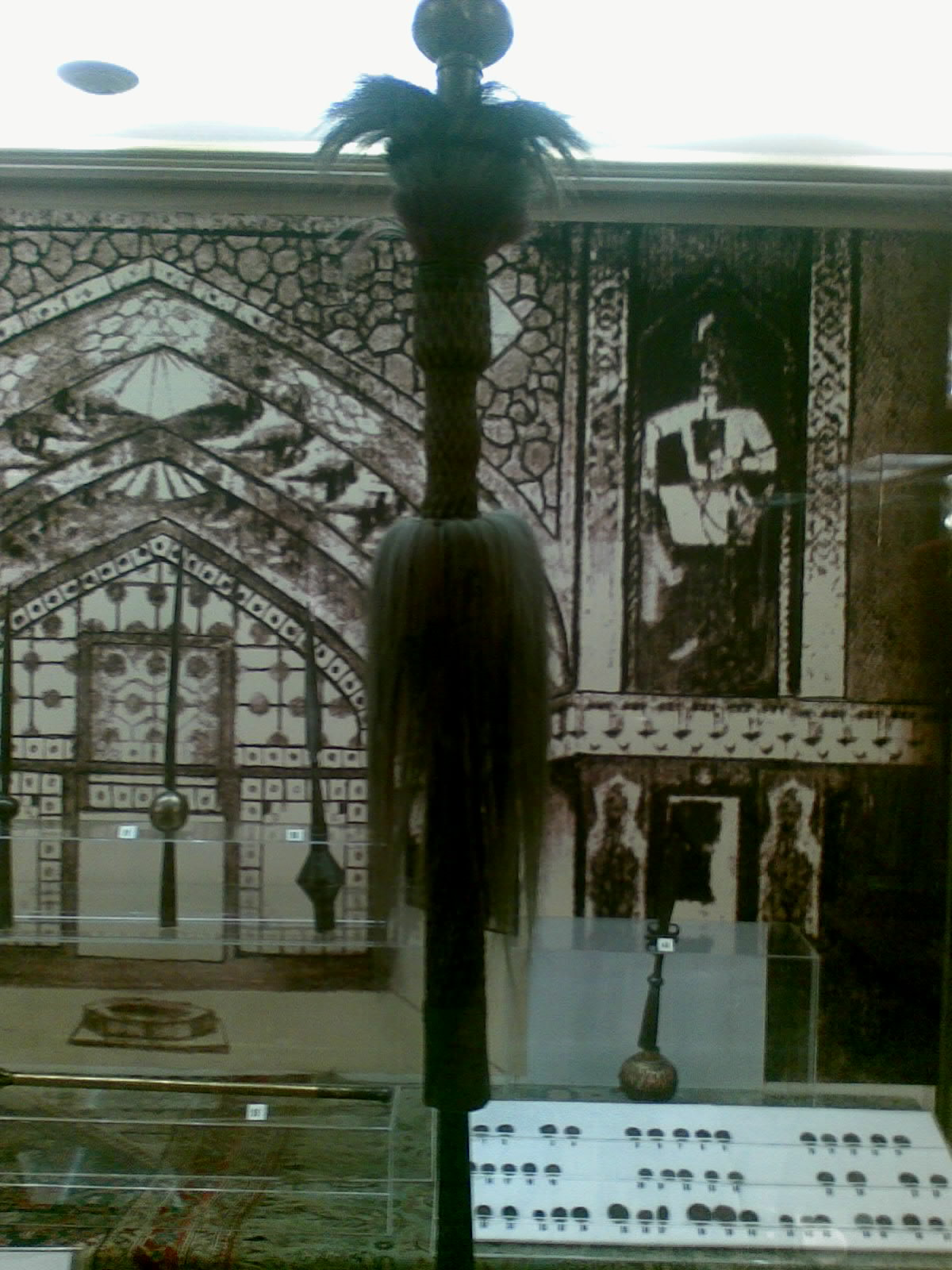
Бунчук Джавад-хана, последнего правителя ханства. Национальный музей истории Азербайджана.
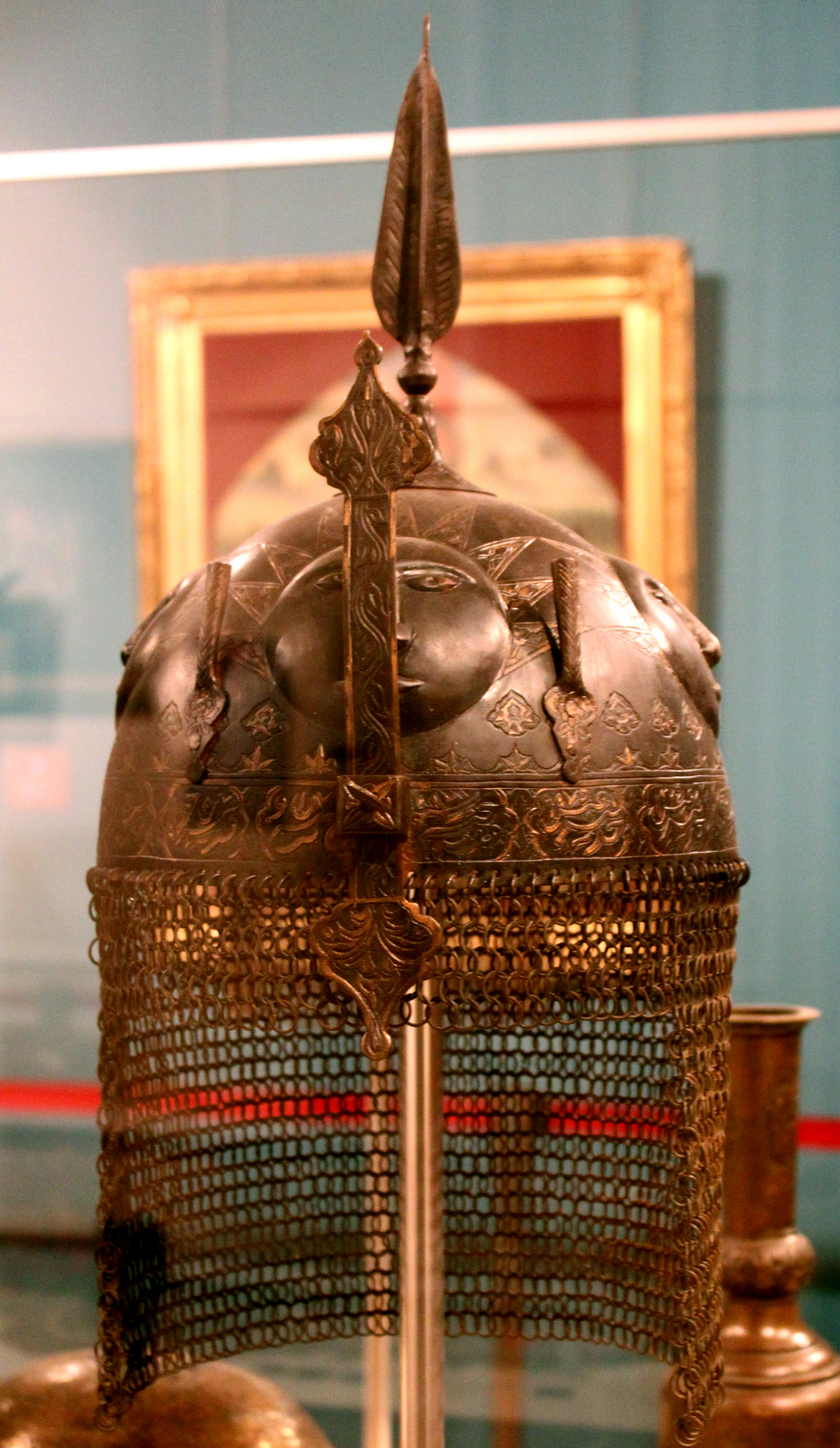
Шлем, относящийся к Гянджинскому ханству. Азербайджанский национальный музей искусств.
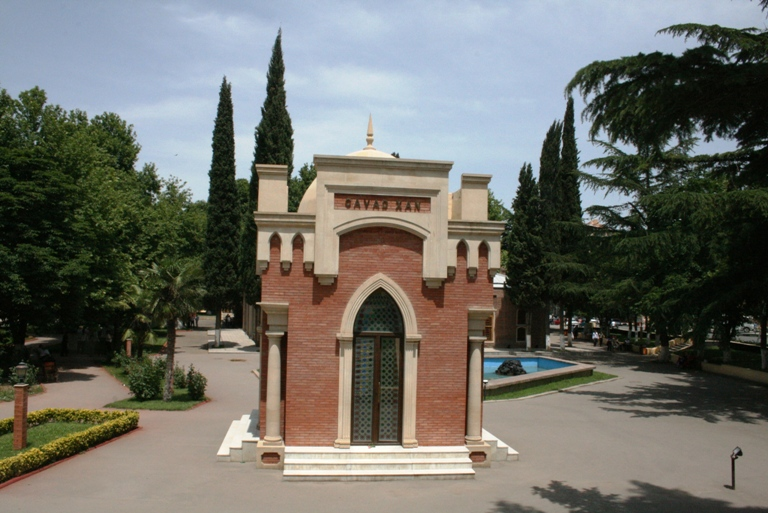
Мавзолей Джавад-хана. Сооружён в 2005 г., Гянджа.
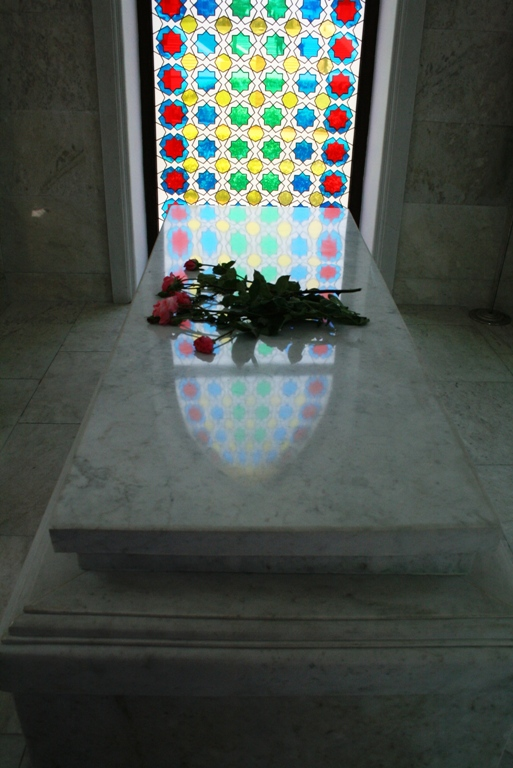
Могила Джавад-хана.
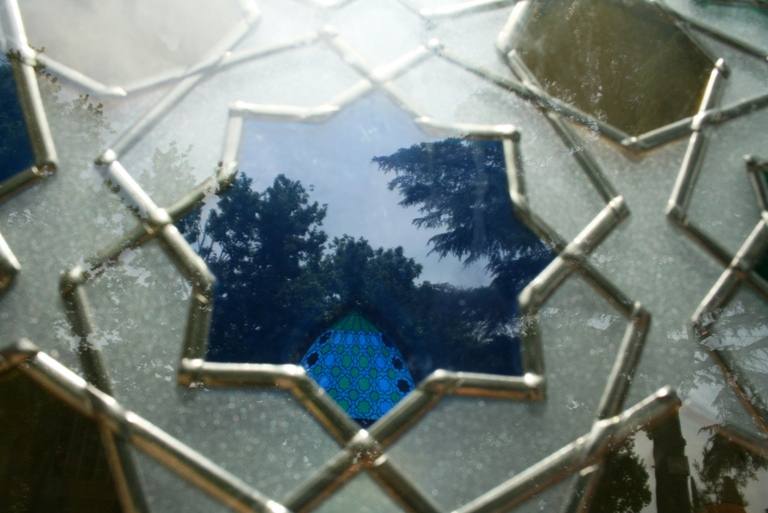
В мавзолее Джавад-хана.
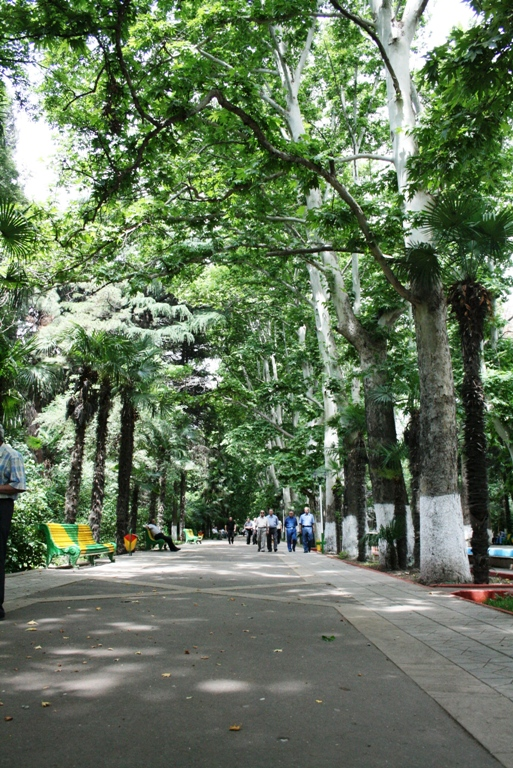
Парк «Ханский сад». Гянджа.